# Jordanoleiopus paraphelis
Jordanoleiopus paraphelis là một loài bọ cánh cứng trong họ Cerambycidae.